# Синдром перетину
Інтерсекційний синдром — хворобливий стан, який вражає бічну сторону передпліччя коли запалення виникає на перетині м’язових животиків abductor pollicis longus та extensor pollicis brevis, що перетинаються через extensor carpi radialis longus та extensor carpi radialis brevis. Ці 1-й і 2-й відділи спинного м’яза перетинаються в цьому місці, звідси і назва. Механізм травмування, як правило, полягає у повторюваному протистоянні, як при гребці, піднятті тяжіння або тязі. 
[джерело?]
Синдром перетину часто плутають з іншим станом, який називається синдромом ДеКервена, що є подразненням сухожилля, розташованого на великому пальці, на сухожиллі, що називається першим тильним відділом.